# Al-Taymuriyya
Al-Taymuriyya är en nedslagskrater med en diameter på 19 kilometer, på planeten Venus. Al-Taymuriyya har fått sitt namn efter den egyptiska författarinnan 'A'isha at-Taymuriya.